# Plan Zamora

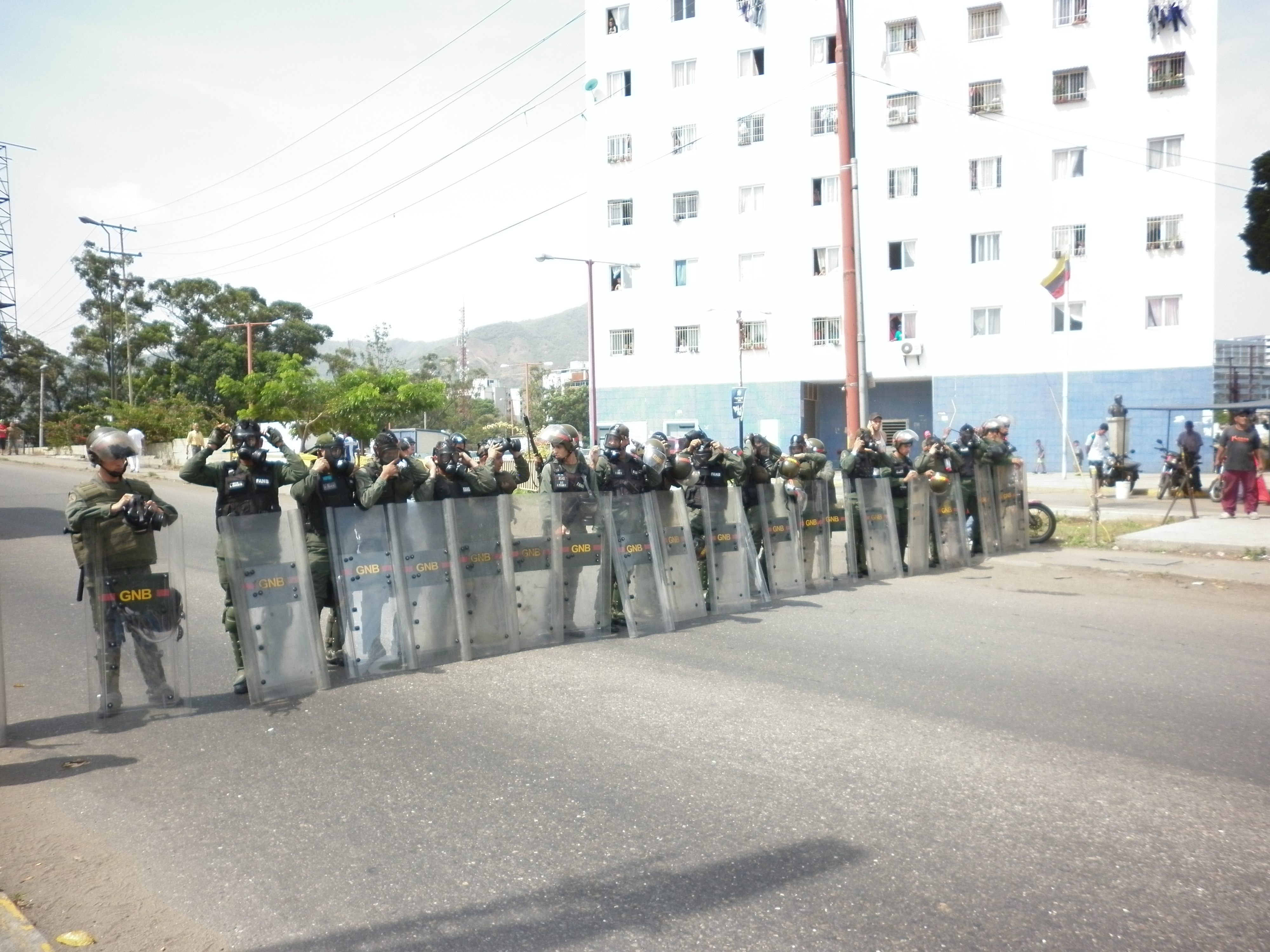
Respuesta a las protestas en Venezuela de 2017.

El Plan Zamora fue un plan establecido por el presidente venezolano Nicolás Maduro, comparado con el criticado Plan Ávila, a partir del 18 de abril de 2017 durante las protestas en Venezuela de ese año. A diferencia del Plan Ávila, en el Plan Zamora hay coordinación de las Fuerzas Armadas con grupos paramilitares, incluyendo a colectivos y a la Milicia Nacional.

## Descripción
El Plan Zamora ha sido descrito por el gobierno como «un plan estratégico conjunto para responder a posibles eventos adversos o intervención extranjera que ponga en riesgo la seguridad del país». Según Antonio Benavides, comandante de la Guardia Nacional, el plan incluye «la incorporación del pueblo para ejercitar la transición de la actividad social normal al Estado de conmoción interior o exterior», o en otras palabras el despliegue de miembros de colectivos y miembros de la Milicia Nacional como fuerzas de choque. El plan también le daba la potestad al Estado de arrestar a protestantes y juzgar a civiles en tribunales militares, quienes aquellos acusados de atacar autoridades militares podían ser imputados con el cargo de «rebelión», lo que fue ampliamente criticado por grupos de derechos humanos.

## Desarrollo

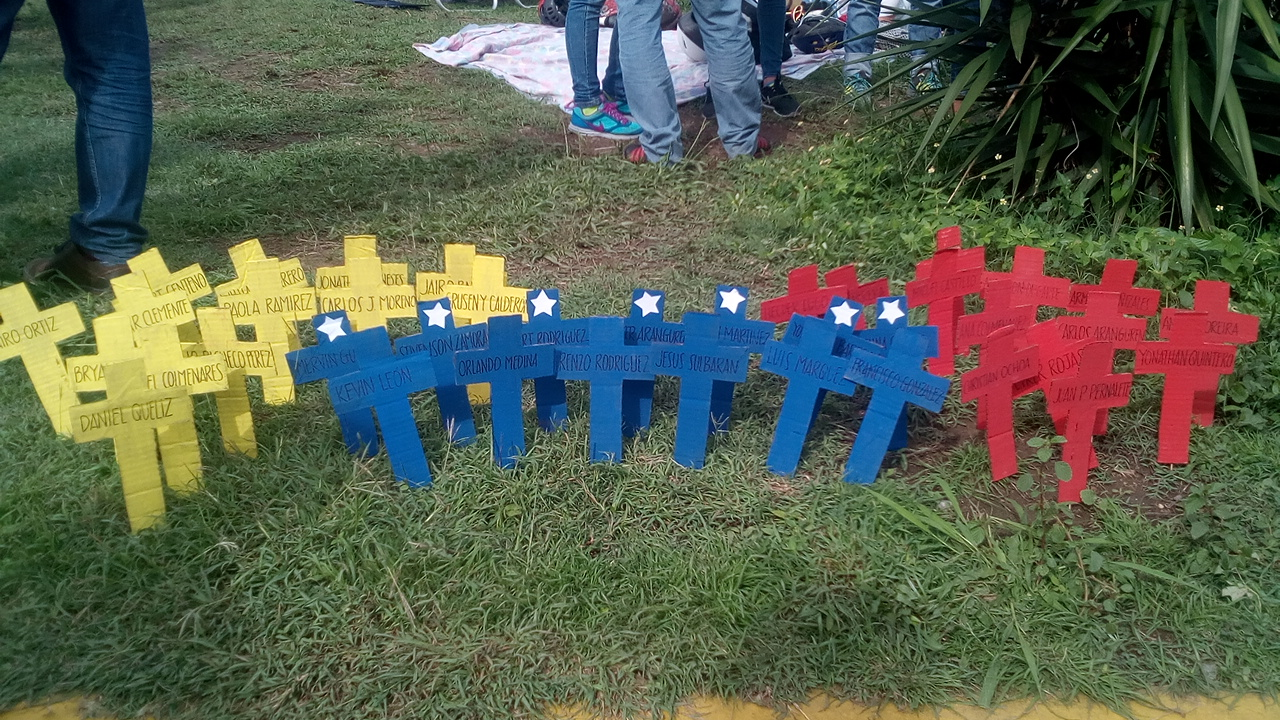
Cruces con el tricolor venezolano conmemorando a los fallecidos durante las protestas.

El 15 de abril de 2017, el presidente Maduro ordenó más de 2 000 puntos de control que serían establecidos a nivel nacional antes de la «megamarcha» del 19 de abril, donde se reportó la participación alrededor de 200 000 autoridades. El 17 de mayo, el ministro de defensa Vladimir Padrino López anuncia la activación en su segunda fase del Plan Zamora en el estado Táchira, la cual consistía en enviar 2.000 efectivos de la Guardia Nacional Bolivariana y 600 tropas de operaciones militares.

## Uso de francotiradores
A finales de abril, días después de la Madre de Todas las Marchas, generales de las Fuerzas Armadas se reunieron en Barquisimeto en una discusión presidida por el comandante de la Zona Operacional de Defensa Integral de Lara José Rafael Torrealba Pérez. Entre los oficiales presentes en la reunión se encontraban el general de brigada de la Guardia Nacional, Hernán Enrique Homez Machado; el general de brigada de la Fuerza Aérea, Carlos Enrique Quijada Rojas; el general de brigada del Ejército, Dilio Rafael Rodríguez Díaz; el general de brigada del Ejército, Joel Vicente Canelón y el general de brigada del Ejército Iván Darío Lara Lander.
En la reunión Torrealba sugirió el uso de francotiradores contra protestantes, ordenó a los generales presentes «ir preparándolos, comenzando con la realización de los exámenes psicológicos y psicotécnicos.» Continuó explicando el riesgo de una guerra civil y que el propio Maduro ya “firmó una banda de operaciones y [tal como] yo dije aquí con el comandante Reyes […] pudiéramos estar al comienzo de una guerra subversiva urbana”. A pesar de la preocupación expresada por algunos de los presentes, Torrealba insistió en que los francotiradores asustarían a los protestantes y que “El pueblo en lo que vea, sea de cual sea el pueblo, de oposición o revolucionario, en lo que comiencen a ver muertos, porque hay muertos y aparecen muertos, todo el mundo se queda en sus casas señores”.
El 22 de mayo se reportó la presencia de francotiradores presuntamente pertenecientes a la Guardia Nacional disparando desde la azotea del Centro Internacional de Educación y Desarrollo (CIED) de Petróleos de Venezuela (PDVSA) en El Hatillo, en Caracas.